# Sidi Ahmad al-Arusi
Sidi Ahmad al-Arusi (arabiska: سيدي أحمد العروسي; spanska: Sidi Ahmed Laarosi; franska: Sidi Ahmed Laaroussi) är en ort i den av Marocko kontrollerade delen av det omstridda området Västsahara.
Enligt Marockos administrativa indelning tillhör orten en landskommun med samma namn i provinsen Smara. Denna kommun hade 269 invånare enligt Marockos folkräkning 2014.